# Vladimír Nováček
Vladimír Nováček (1. října 1918, Mohelno – 6. ledna 1999, Břeclav) byl český římskokatolický kněz a prelát.

## Život
Vladimír Nováček se narodil v Mohelně v roce 1918, jeho rodiči byli Karel a Anastázie, oba pracovali jako rolníci. Mezi lety 1924 a 1929 studoval obecnou školu v Mohelně, následně pak byl na návrh učitele Karla Lišky a místního kaplana Jana Nohy vyslán na studia na gymnázium v Třebíči, tam maturoval v roce 1937. Po studiu na gymnáziu v Třebíči odešel na studia bohosloví do Brna do biskupského alumnátu v klášteře na Antonínské ulici a v letech 1938–1944 pokračoval jako alumnus římského Nepomucena na Papežské lateránské univerzitě, kde roku 1944 získal licentiát teologie. Již v roce 1942 však byl vysvěcen na kněze. Na sklonku války, se se souhlasem papeže Pia XII. v roce 1944 přihlásil do československé exilové armády, prvotní školení prodělal v Římě, kde dále mohl studovat a v únoru roku 1945 odešel pokračovat ve výcviku do Británie. V říjnu téhož roku se s rotou přesunul do Belgie a přes Německo se dostal do Prahy.
Působil jako duchovní, nejprve jako kaplan od roku 1945 v Cizkrajově, tam působil jen necelý rok, následně pak působil do roku 1950 v brněnském semináři a mezi roky 1950 a 1951 u sv. Tomáše v Brně. V dubnu roku 1951 byl přeložen do královéhradecké diecéze a nastoupil na pozici administrátora v Korouhvi u Poličky. Dne 13. července 1950 byl zatčen a zbaven kněžské služby, později byl ve vykonstruovaném procesu odsouzen a uvězněn (1952–1960), po propuštění se vrátil zpět do Mohelna a nastoupil do pozice dělníka v pobočce Okresního stavebního podniku v Náměšti nad Oslavou, tam mezi lety 1960 a 1967 pracoval jako stavební dělník.
Po svém návratu do kněžské funkce v listopadu roku 1967 se stal kaplanem ve farnosti na Starém Brně a v září 1968 jej brněnský biskup Karel Skoupý jmenoval svým generálním vikářem a děkanem brněnské kapituly, pracoval také jako církevní soudce. Na komunistický nátlak v roce 1971 rezignoval na tyto funkce a stal se proboštem kapituly mikulovské, farářem mikulovské farnosti, děkanem děkanství v Mikulově a arciknězem mikulovského arciknězství. Byl vyzýván k tomu, aby se po Sametové revoluci ucházel o post biskupa brněnského biskupství. V roce 1992 byl papežem Janem Pavlem II. jmenován apoštolským protonotářem.
V roce 1996 vydal dvě publikace v Třebíči. Zemřel roku 1999 v Břeclavi a je pochován v Mikulově.